# In da name of love
Lanzado en la Radio 538 el 5 de enero de 2010, y oficialmente lanzado en iTunes (Holanda)land) el 8 de enero. en su página YouTube, Spinnin' Records anunció que el lanzamiento del Sencillo en CD estará disponible desde el 22 de enero
Escrito por Ray Slijngaard & Anita Doth, y coescrito por Robin Morssink y Jan van der Toorn, la nueva canción toma los estilos musicales de hoy, mientras aún se homenajea a los antiguos fanes de 2 Unlimited con versos raperos, encontrando un equilibrio que permitiera a nuevos fanes disfrutarlo y no alejara a los antiguos.
La canción “In da name of Love” debutó en la última lista del Tipparade del 2009 en el puesto número 28. Ha alcanzado el primer puesto en el Dutch Dance Top 30 y el número 3 en el Belgium Dance Top 30.Ha sido un top 5 en Holanda.
El 11 de enero de 2010 el videoclip fue lanzado en la TV holandesa en el show RTL Boulevard. Desde el 30 de enero puede ser visto por Youtube.

## Lista de Tracks
Descarga digital (iTunes)
1. "In Da Name Of Love (Radio Edit)" (3:17)
2. "In Da Name Of Love (Extended)" (5:00)

## Historia del lanzamiento
| Región  | Fecha               | Discográfica     | Formato          |
| ------- | ------------------- | ---------------- | ---------------- |
| Holanda | 8 de enero de 2010  | Spinnin' Records | Descarga digital |
| Holanda | 22 de enero de 2010 | Spinnin' Records | sencillo en CD   |

## Ránquines
| Clasificación   | Posición peak |
| --------------- | ------------- |
| Top 40 holandés | 6             |